# Gennagyij Olegovics Logofet
Gennagyij Olegovics Logofet (oroszul: Геннадий Олегович Логофет; Moszkva, 1942. április 15. – Moszkva, 2011. december 5.) orosz labdarúgóedző, korábban szovjet válogatott labdarúgó.

## Pályafutása

### A válogatottban
1963 és 1970 között 17 alkalommal szerepelt a szovjet válogatottban. Részt vett az 1968-as Európa-bajnokságon és az 1970-es világbajnokságon.

## Sikerei, díjai

### Játékosként
Szpartak Moszkva
- Szovjet bajnok (2): 1962, 1969
- Szovjet kupa (3): 1963, 1965, 1971